# Guido Mancini (politico)
Guido Mancini (Atina, 7 ottobre 1880 – Roma, 1975) è stato un politico italiano.

## Biografia
Esponente dell'Associazione Nazionalista Italiana, che nel 1923 si fuse con il Partito Nazionale Fascista. Fu consigliere provinciale di Alessandria (1923-1928) e segretario federale del PNF di quella città (1924-1925). Fu podestà di Asti (1927-1928). 
Docente di storia della filosofia nell'Università di Torino e poi dal 1930 in quella di Roma, dove fu anche professore incaricato di Storia delle dottrine politiche.
Nel 1932 fu fiduciario nazionale dell'Associazione fascista della scuola e nel 1933 vicepresidente dell'Associazione italiana biblioteche.
Nel 1936 fu vicepresidente dell'Istituto fascista di cultura.
Nel 1939 fu nominato nel Consiglio nazionale dell'educazione, delle scienze e delle arti e fu consigliere nazionale della Camera dei fasci e delle corporazioni fino al 1943.
Nel 1940 fu direttore dell'Ufficio studi e legislazione del partito fascista e nello stesso anno condiresse con Antonino Pagliaro il Dizionario di politica del PNF.
Dal 6 ottobre 1943 fu commissario dell'Istituto dell'Enciclopedia Italiana fino al 1945, fu poi epurato dall'università per l'adesione alla Repubblica Sociale Italiana.

## Opere
- Il Partito nazionale fascista e la cultura italiana, Roma, Società italiana per il progresso delle scienze, 1937
- La psicologia di S. Agostino e i suoi elementi neoplatonici, Roma, C.E. Rondinella, 1938
- La Gioventù italiana del littorio, IRCEE Roma, 1942